# Parzanica
Parzanica (lombardul: Parsànega) település Olaszországban, Lombardia régióban, Bergamo megyében. Lakosainak száma 328 fő (2023. január 1.). Parzanica Vigolo, Riva di Solto, Tavernola Bergamasca, Fonteno, Marone és Monte Isola községekkel határos.

## Népesség
A település lakossága az elmúlt években az alábbi módon változott:
| Lakosok száma | 365  | 362  | 328  |
|               | 2017 | 2018 | 2023 |